# Bajor-erdő Nemzeti Park
A Bajor-erdő Nemzeti Park (német nyelven: Nationalpark Bayerischer Wald) egy nemzeti park Németországban, Bajorország délkeleti részén.  A park közel a cseh határhoz terül el, a határon túl pedig a természetvédelmi terület tovább folytatódik, létrehozva ezzel Közép-Európa legnagyobb egybefüggő természetvédelmi területét. A nemzeti parkot 1970. október 7-én alapították, területe 24 217 hektár.
Németország első nemzeti parkja.

## Galéria

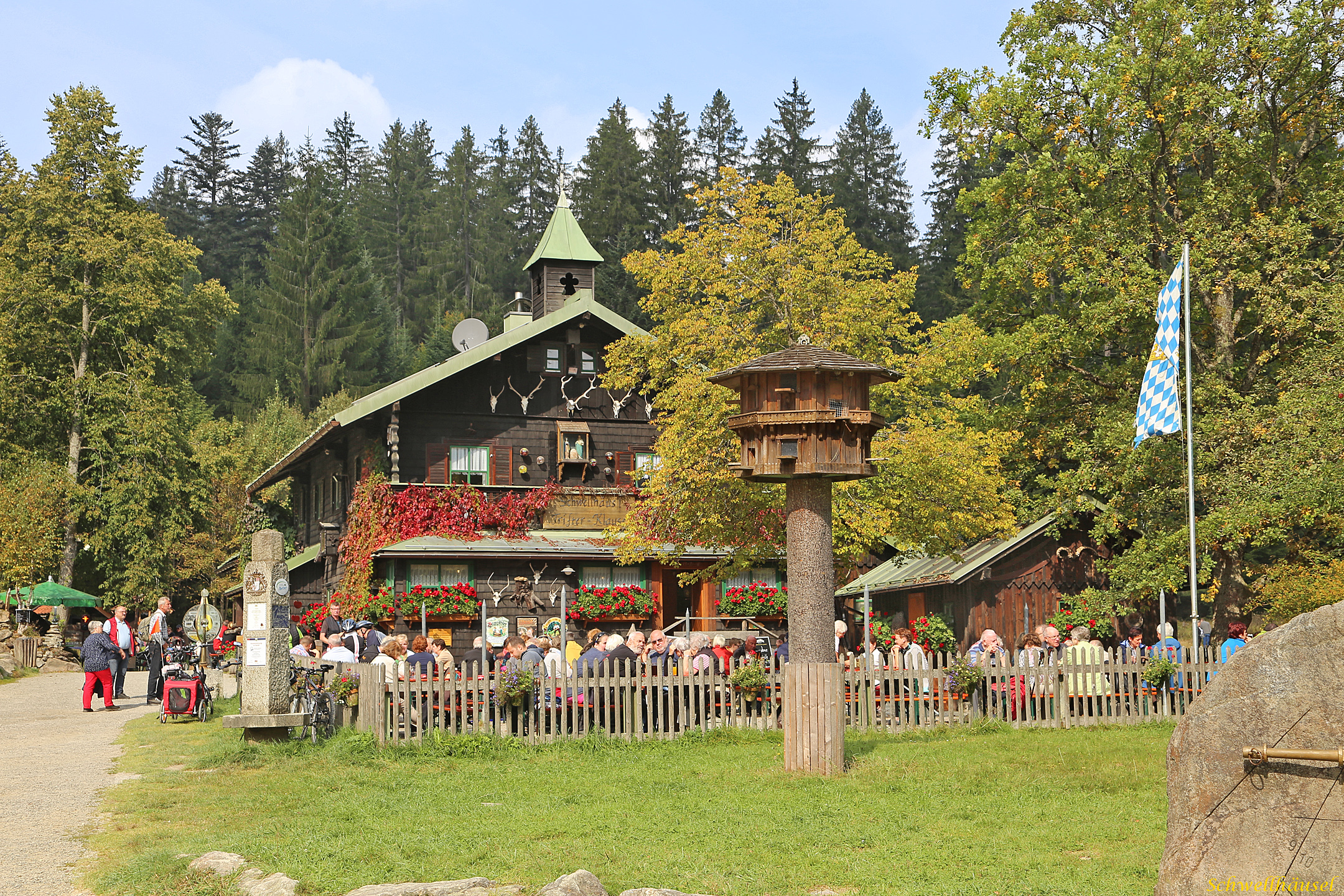
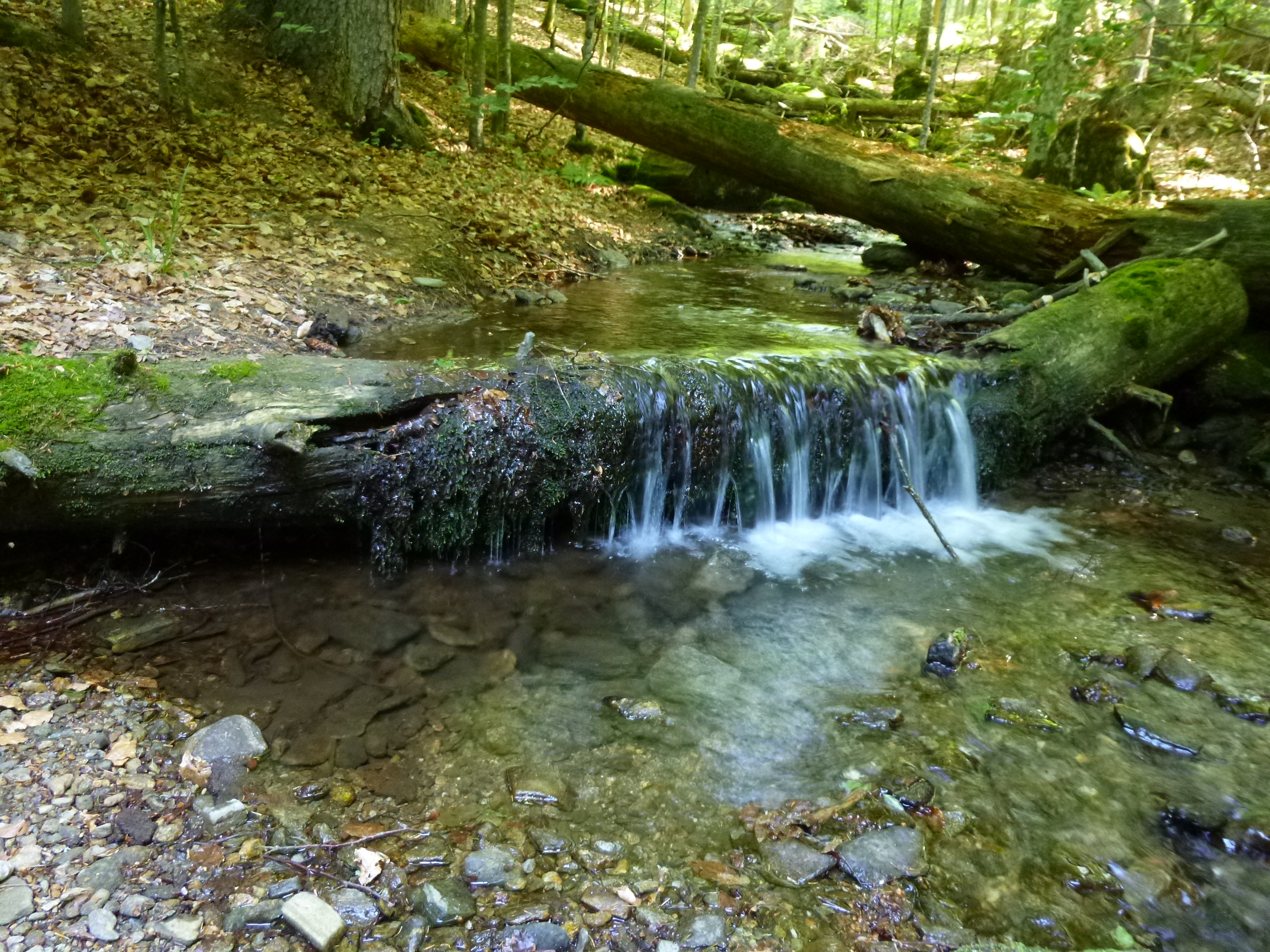
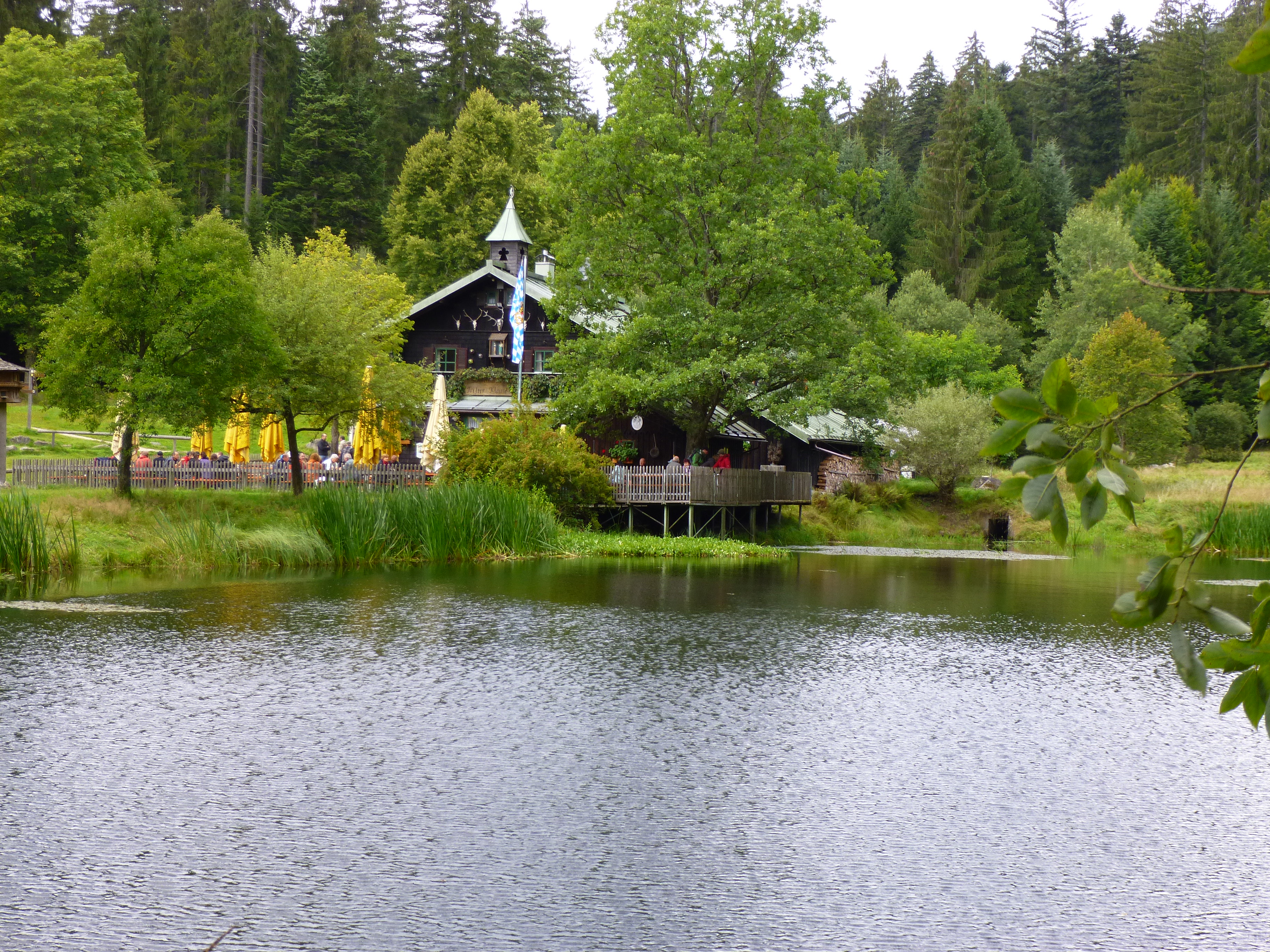
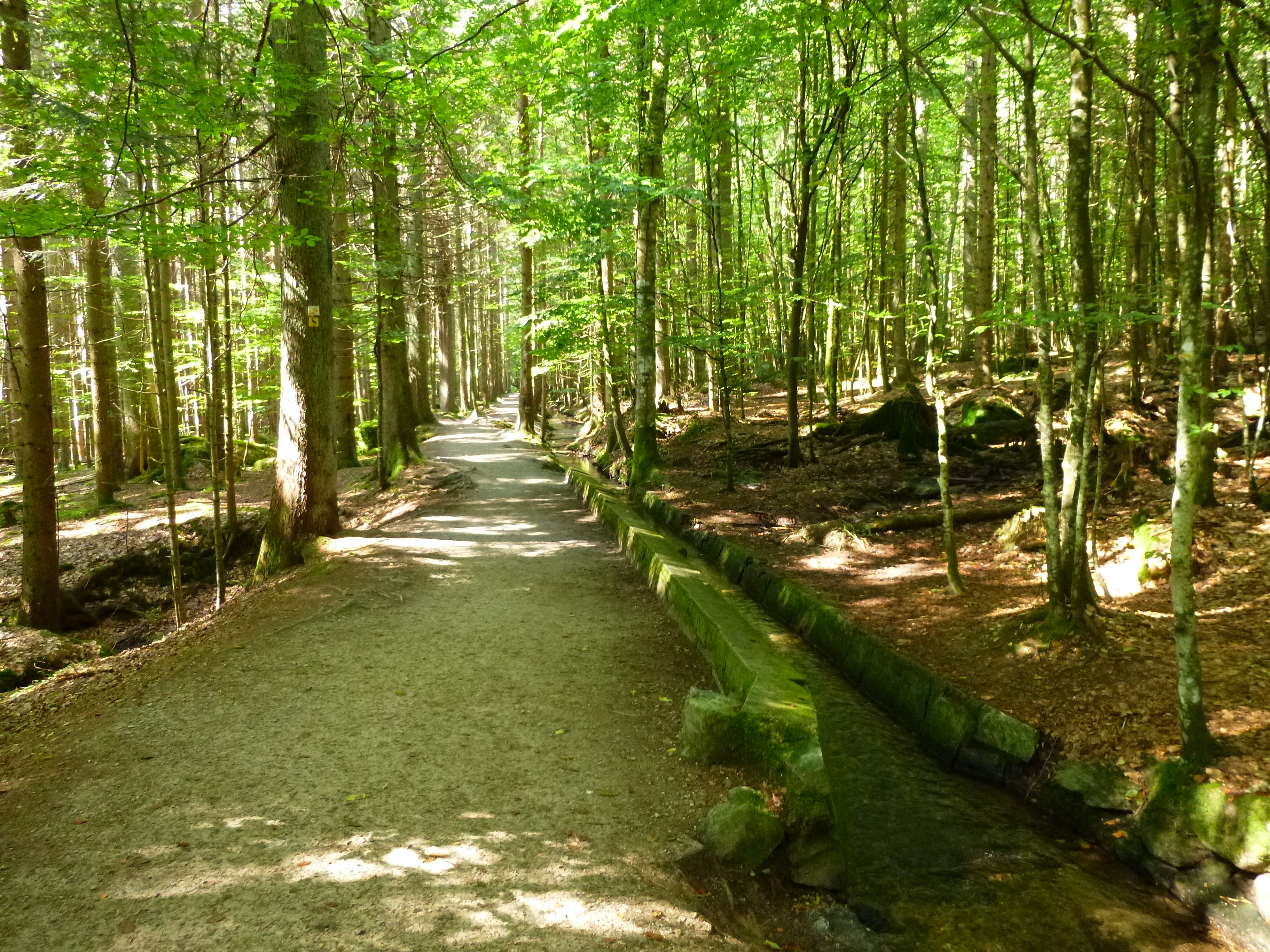
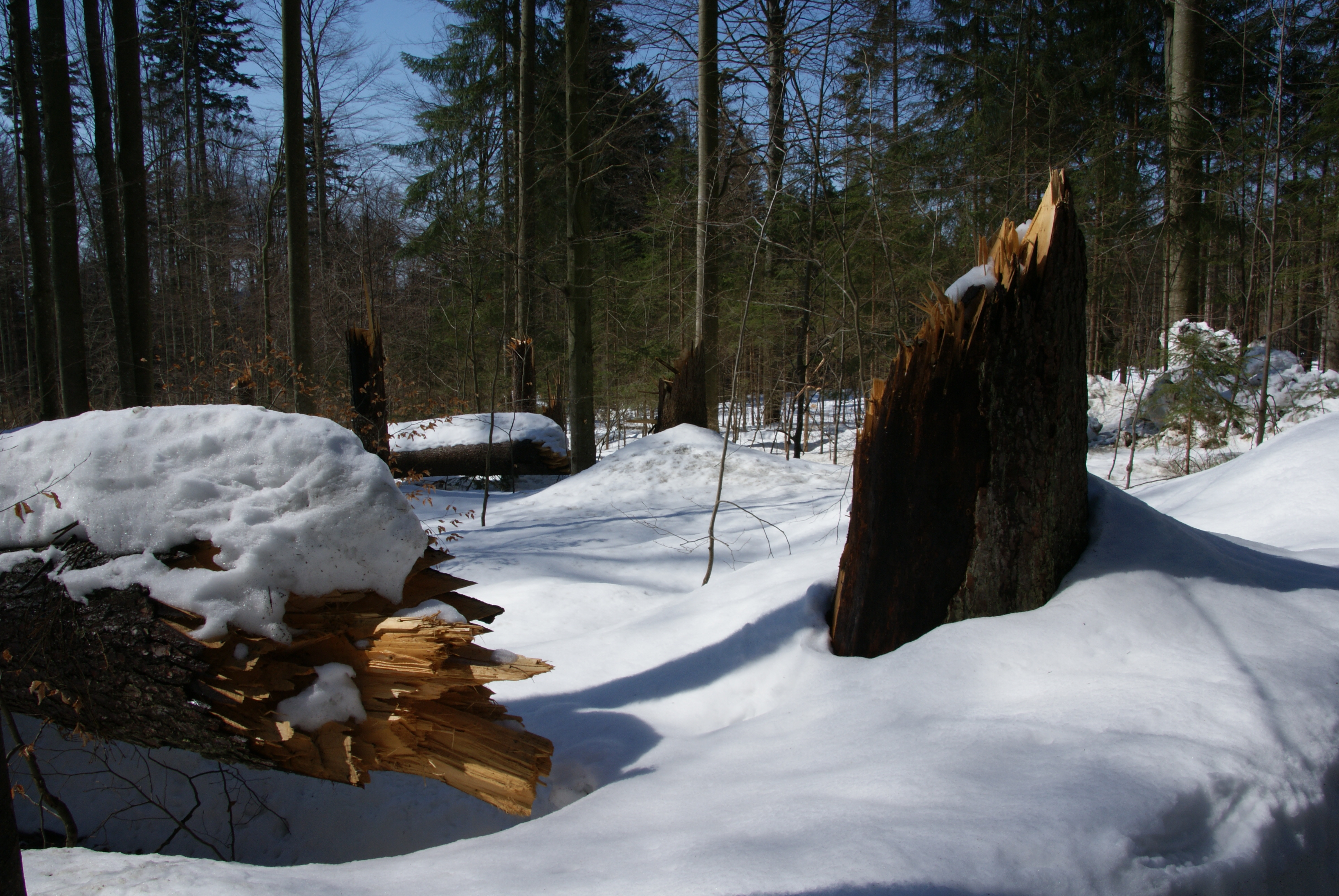